# Ronca
La ronca (en castellà roncona, francès roncone, en anglès ranseur, rawcon, en grec runka) és una arma d'asta, variant de la corsesca, les fulles de la qual o "aletes" laterals es corben del ferro fins cap al sòl de manera inversa a la d'un trident.
Aquesta variant de les corsesques va ser emprada del segle XV fins al segle xvii, essent a més una arma de "parada" o d'"oficialia", una arma de guerra usada en la marina.
Com altres armes d'asta llargues d'infanteria, la ronca solia sobrepassar l'altura d'un home, fent normalment prop de 2 m. El seu ferro era d'ús exclusivament punxant, per això la seva fulla central se sol trobar més llarga i aguda que en les seves "cosines" partisana i corsesca. Les seves aletes laterals, que li donen la característica diferencial, prenen forma de garfi i tracten d'assemblar-se -en totalitat- a una flor de lis. Per això hi ha exemplars de "parada" amb acabats exquisits i tocs de borles.
 